# 国民政府训练总监部
国民政府训练总监部是直隶于国民政府的国民革命军训练指导部门，1928年11月设立，1938年1月17日改組為国民政府军事委员会军训部。

## 历史
1928年11月7日，國民政府發佈命令：“軍事委員會著即裁撤，所有该管一切事宜限11月10日以前結束，分別移交行政院軍政部、行政院海军部、国民政府參謀部、国民政府訓練總監部、国民政府軍事參議院办理。”訓練總監部掌军事教育、校阅、督练等事。
1929年4月16日，國民政府制定公布《國民體育法》，規定「中華民國青年男女有受體育之義務」，又規定「實施體育之方法……由訓練總監部會同教育部擬議制定之」。
1933年2月14日，德国军事顾问团总顾问佛采尔向國民政府主席蒋介石提交建议书，称训练总监部“若职员俱选自国内外演习新式用兵之官长，则业务必有起色”。但该部除充实工作人员，别无大的变化。
1938年1月17日，訓練總監部改組為國民政府軍事委員會軍訓部，首任部長白崇禧。

## 组织架构
- 训练总监
  - 何应钦
  - 李济深（1931年12月30日-1933年12月15日参加福建人民政府反蒋而被免职）
  - 朱培德兼代。
- 训练副监
  - 周亚卫（1928年11月-1938年1月）
  - 贺耀组（1928年11月-1931年12月5日）
  - 贺国光（1931年12月5日-1932年4月5日）
  - 徐景唐（1932年4月5日-1933年7月12日）
  - 张华辅（1933年7月12日-）
- 总务厅 厅长陈启之（1930年12月20日-）
  - 文书科
  - 教务科
  - 管理科
- 参事：刘秉粹、陈智候、李实茂、张寿桐、文素松、周维纲、项致庄、石铎
- 步兵监：贺国光（1928年11月-1931年12月19日）、张华辅（1931年12月19日-1933年7月12日）、徐国镇（1933年7月12日-）
- 骑兵监汪镐基
- 炮兵监张修敬
- 工兵监吴和宣
- 辎重兵监李國良
- 军学编译处
  - 陆军印刷所
- 国民军事教育处：处长为王绳祖（-1931年12月8日）、贺衷寒（1931年12月8日-1933年8月11日）、潘佑强、杜心如
- 政治训练处：处长周佛海代理（-1932年1月13日）、张静愚
- 陆军军官学校
- 各兵科专门学校